# Novokarski
Novokarski (del ruso: Новокарский) es un jútor del raión de Novokubansk, en el krai de Krasnodar de Rusia. Está situado a orillas del arroyo Pletneva, afluente por la derecha del río Kubán, junto a la frontera del krai de Stávropol, 14 km al nordeste de Novokubansk y 170 km al este de Krasnodar. Tenía 64 habitantes en 2010.
Pertenece al municipio Liápinskoye.